# Piseth Pilika
Piseth Pilika (tên sinh Oak Eap Pili; 1965 – 6 tháng 6 năm 1999) là nghệ sĩ, diễn viên và vũ nữ Campuchia bị sát hại bởi người vợ ghen tuông của Thủ tướng Hun Sen.

## Tiểu sử

### Thời thơ ấu
Piseth sinh năm 1965 tại Phnom Penh như Oak Eap Pili. Bố cô, ông Oak Harl, là thầy giáo dạy tiếng Pháp tại trường đại học Korokosol. Mẹ cô là bà Meng Mony. Cô có hai em gái, Pealear và Daro. Sau khi bố mẹ cô bị giết bởi Khmer Đỏ, Piseth Pilika và hai em cô được chăm nom bởi chú ruột. Cả ba đều đổi tên thành Sao Pili, Sao Pealear, và Sao Daro theo tên chú, Sao Piseth. Sao Daro, người em út về sau cũng bị chết. Năm 1980, với sự ủng hộ của cô ruột, Meng Sonali - cô giáo trường nghệ thuật, Pili bắt đầu học và rèn luyện những điệu nhảy văn hóa Campuchia. Cô ra trường năm 1988 và tiếp tục ở lại trường như diễn viên múa chính. Cô bắt đầu trở nên nổi tiếng nhờ tài năng và nhan sắc của mình. Cô được mời đóng trong bộ phim của chính mình với tên "Sromorl Anthakal (Cái bóng của bóng tối)", với sự sản xuất bởi Wat Phnom. Đến lúc này cô đã nổi tiếng khắp quốc gia. Năm 1989, cô đổi tên thành Piseth Pilika.

### Sự nghiệp và tình yêu
Piseth Pilika để hết tâm trí vào làm phim. Đó cũng là lúc cô gặp Khai Praseth, một diễn viên nổi tiếng. Hai người diễn với nhau trong nhiều bộ phim cũng như video âm nhạc. Năm 1990, họ trở thành vợ chồng. Năm 1992, đứa con đầu của họ ra đời với tên Kai Seth Lesak. Sau đám cưới, Piseth Pilika tiếp tục làm nghề diễn viên và nghệ sĩ múa truyền thống. Cô tham gia đóng trong hơn 60 bộ phim cùng nhiều phim quảng cáo. Trong những phim nổi tiếng có cô đóng phải kể đến Somlaing Tro Khmer, Sromorl Anthakal, và Tok Pey Robos Keo Ning Neang Neth. Ngoài việc làm phim ra, cô hay xuất hiện trên sàn diễn. Cô đã đi diễn ở nhiều nơi trên thế giới như Ấn Độ, Thái Lan, Việt Nam, Singapore, Indonesia, Trung Quốc, Hàn Quốc, Nhật Bản, Nga, Pháp, Ý, Đan Mạch, và Mỹ. Tháng 9 năm 1998, cô và Khai Praseth bỏ nhau vì Khai Praseth ngoại tình. Một năm sau khi ly hôn, Khai Praseth di trú sang Úc.

## Những cuốn sách về Piseth Pilika
- Câu chuyện thật và khủng khiếp
- Câu chuyện về Piseth Pilika với thủ tướng Hun Sen